# Ungarische Beachhandball-Nationalmannschaft der Juniorinnen
Die ungarische Beachhandball-Nationalmannschaft der Juniorinnen repräsentiert den ungarischen Handball-Verband in der Altersklasse der Juniorinnen (U 19) als Auswahlmannschaft auf internationaler Ebene bei Länderspielen im Beachhandball gegen Mannschaften anderer nationaler Verbände. Sie steht damit zwischen der Nationalmannschaft der weiblichen Jugend sowie der A-Nationalmannschaft. Das männliche Pendant ist die Ungarische Beachhandball-Nationalmannschaft der Junioren. Den Kader nominiert der Nationaltrainer. 

## Geschichte
Die Nationalmannschaft wurde zu Beginn der 2010er Jahre gegründet und nahm im Rahmen der Junioreneuropameisterschaften 2013 erstmals an einer internationalen Meisterschaft teil, doch schon die noch als Jugendeuropameisterschaften ausgetragenen Titelkämpfe 2011 wurden als U-19-Turnier durchgeführt. Die ungarische Mannschaft gewann bislang alle drei Titel in dieser Altersklasse. Weltmeisterschaften gab es noch nicht.

## Trainer
| Cheftrainer - 2011–2016: János Gróz | Co-Trainer - 2011–2016: Mariann Rovnyai |

## Teilnahmen
Junioren-Europameisterschaften
- 2011: 1.
- 2013: 1.
- 2015: 1.

- EM 2011[1]: Bozsana Fekete • Eszter Garamvölgyi • Kitti Gróz • Dóra Ivanics • Kamilla Kántor • Fruzsina Kretz • Dóra Sánta • Sára Sütő • Fanny Szebellédy • Emese Tóth
- EM 2013[2]: Nóra Leila Bozsó • Renáta Csiki • Kitti Gróz • Fruzsina Kretz • Vivien Ladics • Sára Sütő • Emese Tóth • Enikő Tóth • Krisztina Tóth • Adrienn Zsigmond
- EM 2015[3]: Rebeka Benzsay • Leila Nóra Bozsó • Csenge Braun • Fanni Friebesz • Réka Frigyesi • Nikolett Nagy • Fanni Szűcs • Krisztina Tóth • Ramóna Vártok • Viktória Vígh

## Einzelbelege
1. ↑  European Handball Federation - 2011 Women's ECh Beach Handball 19 / Final Tournament. Abgerufen am 17. November 2020 (englisch).
2. ↑  European Handball Federation - 2013 Women's ECh Beach Handball 19 / Final Tournament. Abgerufen am 17. November 2020 (englisch).
3. ↑  European Handball Federation - 2015 Women's ECh Beach Handball 19 / Final Tournament. Abgerufen am 17. November 2020 (englisch).